# CQD
A CQD morzekód a rádiózásban és rádiótávírászatban használatos egyik első vészjelzés volt (morzézva: -.-. | --.- | -..). 1904 februárjától alkalmazták, 1912-től lassan felváltotta a sokkal könnyebben kódolható és felismerhető SOS vészjelzés (... --- ...).
Hangfájl: 

## Jelentése
Akár csak az SOS kódot, a CQD-t is gyakran „hosszabbítják” meg, azaz adnak neki új, logikus jelentést. Ilyen hosszabbítás a „Come Quick, Danger” (Gyere gyorsan, veszély(ben vagyok!)), a „Come Quickly: Distress”, vagy a „Come Quick, Drowning!”. Bár jelentésüket tekintve mindegyik közel áll ahhoz, amit a CQD közvetít, fontos tudni, hogy a kód nem ezeknek a szavaknak a rövidítése. Valós jelentésére nézve a CQD csupán egy minden állomás figyelmét felhívó, különleges helyzetet jelző kód.

## Története
A CQD kódot a Guglielmo Marconi (a rádió egyik feltalálója) által alapított Marconi Nemzetközi Tengerészeti Kommunikációs Társaság nyilvánította vészjelzésnek 1904. január hetedikén, februártól pedig már világszerte ismert volt a Marconi társaság más vállalatoknál dolgozó rádiósai (operátorai) körében.
A szárazföldi rádió- és rádiótávíró állomások eredetileg a „CQ” kódot alkalmazták, ha olyan adást sugároztak, ami minden azt vevő állomásnak szólt a hálózaton. Ez a francia „sécurité”, azaz „biztonság” rövidítéséből („sécu”, azaz „szí-ku”) származott, a szárazföldi állomásoktól pedig a tengerészeti operátorok is átvették, mint általános hívásokat jelző kódot. Viszont vészhelyzetet jelző hívókód még nem létezett a tengerészeti rádiózásban, ezért a Marconi társaság egy D betű hozzáadásával (amely az angol „distress”, vagyis szorongás, veszély szóból jött) megalkotta a CQD kódot, ezzel együtt pedig utasította operátorait, hogy azt használják vészhelyzet esetén.
Közel öt évvel a kód hivatalos elfogadása után, 1909. január huszonharmadikán reggel, a Liverpoolból New Yorkba tartó RMS Republic gőzös összeütközött az olasz SS Floridával a Nantucket-szigetek melletti ködben. Az RMS Republic operátora, Jack Binns adta le itt az első éles CQD kódot. 
Kicsit több mint három évvel később, 1912. április tizenötödike hajnalán a RMS Titanic operátora, Jack Phillips már felváltva alkalmazta a CQD-t és az SOS-t. Így az SOS-t elsőként, a CQD-t pedig utolsóként alkalmazta valós vészhelyzetben (a brit hajók még használták a CQD-t, ezért próbálkozott Phillips is elsőként azzal).
Alkalmazása során összesen nyolc vészjelzést adtak le CQD kód formájában.
Stina Nordenstam svéd énekesnő 1996-os "Dynamite" albumán a 8. zeneszám címe "CQD", melyben újra és újra morzekód-szerű ismétlődő motívumban jelenik meg a vészjelzés, dalszövege pedig metaforikusan egy keserves helyzetbe került, de elszánt pilótáról szól.